# 3958 Komendantov
3958 Komendantov este un asteroid din centura principală, descoperit pe 10 octombrie 1953 de Pelagheia Șain.